# Иерофей (Гаврилович)
Епископ Иерофей Гаврилович (серб. Епископ Јеротеј Гавриловић; 2 сентября 1873, Тетово — 20 октября 1946, Монастырь Раваница) — епископ Сербской православной церкви, епископ Печский.

## Биография
Будучи монахом, окончил Призренскую духовную семинарию, а затем в течение длительного времени был насельником Монастыря Милешева.
После окончания Богословского факультета Афинского университета был профессором духовной семинарии и гимназии, где служил до избрания Епископом Печским.
В 1926 году состоялась его епископата хиротония. Жил в городе Печ. Печский монастырь опять стал Патриаршей ставропигией.
В 1931 году он ушёл на покой, а его епархия была упразднена. Жил в патриаршим дворе в Сремских Карловцах.
Вторая мировая война его побывать в Словении. После издевательств и пыток со стороны усташей в Хорватии, вернулся в Белград. Некоторое время жил в Белградской Патриархии, а затем поселился в Монастыре Раваница близ Чуприи.
Скончался 20 октября 1946 года в Монастыре Раваница и был похоронен в притворе монастырского храма.
Когда ещё во времена коммунизма в монастыре ремонтировали пол, был вскрыта его могила, то по воспоминаниям очевидцев его останки были обретены нетленными, но были вновь зарыты.